# Breed of the Border

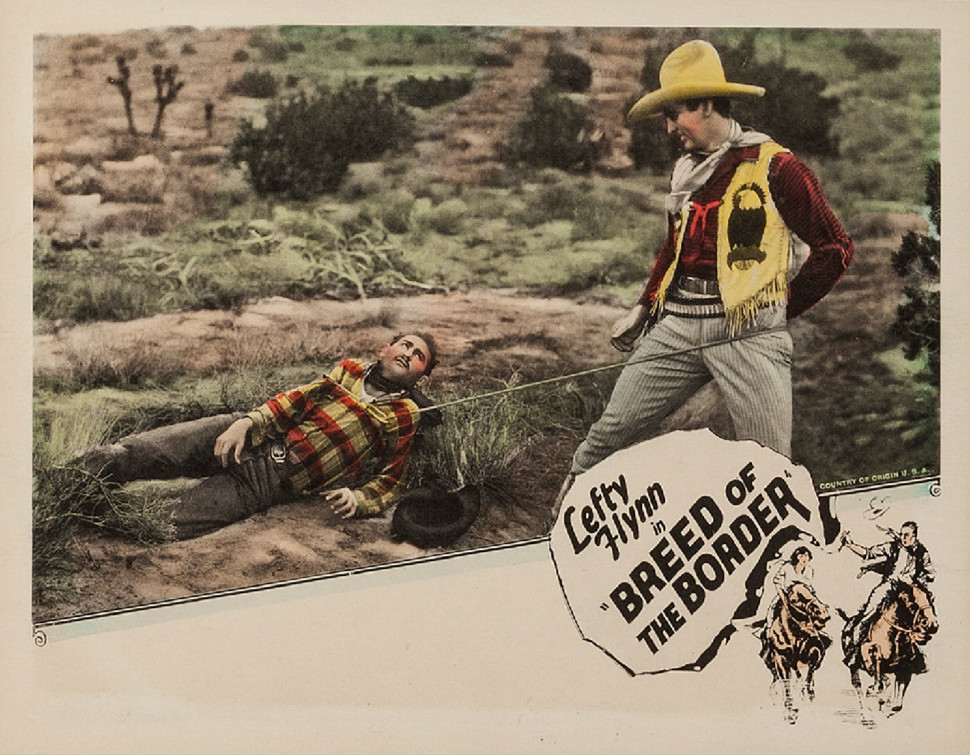
Carte promotionnelle du film.

Pour l’article homonyme, voir Breed of the Border (film, 1933).
Breed of the Border est un western américain réalisé par Harry Garson et sorti en 1924.

## Synopsis
Le cow-boy Circus Lacy arrive dans une ville frontalière après le braquage d'une mine, dont le père d’Ethel Slocum est soupçonné. Il protège Slocum du shérif Wells et met ensuite en déroute un tyran local qui menace Ethel. Plus tard, il localise le bastion des bandits qui sont dirigés par Red Lucas et capture le chef.

## Fiche technique
- Réalisation : Harry Garson
- Scénario : 	William Dawson Hoffman, Dorothy Arzner, Paul Gangelin
- Producteur : Harry Garson
- Photographie : J. Henry Kruse, William H. Tuers
- Production : 	Harry Garson Productions
- Genre : western[1]
- Durée : 50 minutes
- Date de sortie : 28 décembre 1924

## Distribution
- Maurice 'Lefty' Flynn : 'Circus' Lacey
- Dorothy Dwan : Ethel Slocum
- Louise Carver : Ma Malone
- Milton Ross : Dad Slocum
- Frank Hagney : Sheriff Wells
- Fred Burns : Deputy Leverie
- Joseph Bennett : Red Lucas
- William Donovan : Pablo